# Nagojanahalli
Nagojanahalli é uma panchayat (vila) no distrito de Dharmapuri, no estado indiano de Tamil Nadu.

## Demografia
Segundo o censo de 2001,  Nagojanahalli  tinha uma população de 8402 habitantes. Os indivíduos do sexo masculino constituem 51% da população e os do sexo feminino 49%. Nagojanahalli tem uma taxa de literacia de 60%, superior à média nacional de 59.5%: a literacia no sexo masculino é de 70% e no sexo feminino é de 49%. Em Nagojanahalli, 12% da população está abaixo dos 6 anos de idade.